# Vunta
Vunta è una circoscrizione rurale (rural ward) della Tanzania situata nel distretto di Same, regione del Kilimangiaro. Conta una popolazione di 8 659 abitanti (censimento 2012).